# Coc de petroli
El  coc de petroli  (en anglès,  petroleum coke , abreujat com  pet coke ) és un sòlid carbonós derivat de les unitats de coquització en una refineria de petroli o d'altres processos de craqueig. Altres coques tradicionalment han estat derivats del carbó.

## Tipus de coc de petroli
El  coc negociable  és un coc relativament pur de carbó que es pot vendre per al seu ús com a combustible (per exemple «coc grau de combustible»), o per a la fabricació de piles seques, elèctrodes (és a dir, «coc grau d'ànode»).
El  coc d'agulla , també anomenat  coc acicular , és un coc de petroli cristal·lí utilitzat en la producció d'elèctrodes d'acer i alumini de les indústries.
El  coc de catalitzador  és el coc que s'ha dipositat en el catalitzador utilitzat en el refinat del petroli, com els que estan en el fluid craquejador catalític. Aquest coc és impur i només s'utilitza per a combustible. La seva alta temperatura i contingut de cendra baix, fa que sigui un bon combustible per generadors elèctrics basats en calderes de carbó, però el coc de petroli té alt contingut en sofre i baix contingut de volàtils, la qual que planteja alguns problemes ambientals i tècnics amb la seva combustió. Per tal de complir les actuals normes d'emissions a Amèrica del Nord és necessari algun tipus de captura del sofre, una opció comuna de la unitat de recuperació de sofre per la crema de coc de petroli és la tecnologia Snox, que es basa en el procés conegut com a WSA. La combustió en llit fluid s'utilitza comunament per cremar coc de petroli. La gasificació s'utilitza cada vegada més amb aquesta matèria primera (sovint usant gasificadors col·locats en les mateixes refineries).
El  coc de petroli calcinat , o CPC, és el producte de la calcinació de coc de petroli, prové de la unitat de coquització en una refineria de petroli cru. El coc de petroli calcinat s'usa per fer els ànodes d'alumini, acer i titani en la indústria de foneria.
El  coc verd  ha de tenir prou baix contingut de metalls, per tal de ser utilitzat com a material d'ànode. El coc verd amb baix contingut de metalls es coneix com el «coc de grau ànode». El coc verd amb un contingut molt alt en metalls no es calcina i s'utilitza per a la gravació. Aquest coc verd es diu «coc grau de combustible».